# جيري بورنيل
كان جيري يوجين بورنيل (7 أغسطس 1933 - 8 سبتمبر 2017) موسوعيًا أمريكيًا: عالمًا في مجال بحوث العمليات وبحوث العوامل البشرية، وكاتب خيال علمي، وكاتب مقالات، وصحفي، وواحد من أوائل المدونين. في الستينيات وأوائل السبعينيات، عمل في صناعة الطيران، لكنه ركز في النهاية على حياته المهنية في الكتابة. نُعي في موقع جزمودو، ووُصف بأنه «سفير لا يكل للمستقبل».
حصلت كتابات بورنيل للخيال العلمي الصعب على جوائز متعددة. بالإضافة إلى كتاباته المنفردة، كتب العديد من الروايات مع متعاونين من بينهم لاري نيفن. عمل بورنيل لفترة كرئيس لكتاب الخيال العلمي والفنتازيا في أمريكا.
ركزت صحافة بورنيل بشكل أساسي على الصناعات الحاسوبية وعلم الفلك واستكشاف الفضاء. من السبعينيات حتى أوائل التسعينيات، ساهم في مجلة بايت للحاسوب، وكتب جملة يُستشهد بها كثيرًا من وجهة نظر مستخدم ذكي «نحن نقوم بهذه الأشياء حتى لا تضطر أنت إلى ذلك». أنشأ واحدة من أولى المدونات بعنوان «Chaos Manor»، والتي تضمنت تعليقات حول السياسة وتكنولوجيا الحاسوب وتكنولوجيا الفضاء والخيال العلمي.
كانت آراء بورنيل السياسية محافظة، وعبر عنها أحيانًا في رواياته. كان أحد مؤسسي المجلس الاستشاري للمواطنين حول سياسة الفضاء الوطنية، وطور بعض مبادرات الفضاء لإدارة ريغان، بما في ذلك النسخ الأولى لما سيصبح مبادرة الدفاع الاستراتيجي.

## السنوات المبكرة
ولد بورنيل في شريفيبورت، لويزيانا، وعاش لاحقًا مع عائلته في كابليفيل، تينيسي، وهي منطقة غير مدمجة بالقرب من ممفيس. عمل والده بيرسيفال بورنيل كمدير إعلانات إذاعية ومديرًا عامًا لعدة محطات إذاعية. كانت والدته روث بورنيل معلمة، وعملت خلال الحرب العالمية الثانية في مصنع ذخيرة.
التحق بالصف الأول في مدرسة سانت آن الابتدائية في ممفيس، والتي كانت تحتوي على صفين في فصل دراسي واحد. ابتداءً من الصف الثالث، التحق بمدرسة كولفيل كونسوليديتد الابتدائية التي احتوت على 25 تلميذًا لكل صف وأربع غرف وأربعة معلمين لثمانية صفوف. التحق بورنيل بالمدرسة الثانوية في كلية كريسشان براذرز في ممفيس، التي يديرها الأخوة دي لا سال كريستيان، التي على الرغم من اسمها، كانت مدرسة ثانوية في ذلك الوقت.
خدم في جيش الولايات المتحدة خلال الحرب الكورية. في 1953-1954، بعد خدمته العسكرية، التحق بورنيل بجامعة آيوا في مدينة آيوا. درس بعد ذلك في جامعة واشنطن، حيث حصل على بكالوريوس في العلوم في 11 يونيو 1955، وماجستير في علم النفس (الإحصاء التجريبي) في 21 مارس 1958، ودكتوراه في العلوم السياسية مارس 1964.
كانت أطروحة الماجستير بعنوان «الملاحظات السلوكية لتأثيرات الاحتياجات الشخصية والقيادة في مجموعات المناقشة الصغيرة» في عام 1957. عنوان أطروحة دكتوراه بورنيل هو «الاستمرارية السياسية الأمريكية، فحص صلاحية نموذج اليسار واليمين كأداة لدراسة المذاهب السياسية الأمريكية المعاصرة».

## الحياة الشخصية
تزوج بورنيل من روبرتا جين إيسديل في عام 1959، وأنجب الزوجان خمسة أطفال. وشاركت زوجته وابنه، ضابط البحرية فيليب، وابنته جينيفر عالمة الآثار في بعض كتابات الخيال العلمي بالتعاون مع والدهم.
في عام 2008، عانى بورنيل من ورم في المخ، واستجاب بشكل إيجابي للعلاج الإشعاعي. زعم تقرير صدر في 28 أغسطس 2008 عن مدونته على الإنترنت أنه أصبح الآن خاليًا من السرطان. عانى بورنيل من سكتة دماغية في 16 ديسمبر 2014، مما أدى إلى دخوله المستشفى لبعض الوقت. بحلول يونيو 2015، عاد للكتابة مرة أخرى، لكن أدت إصابته بالسكتة الدماغية إلى إبطاء كتابته. توفي بورنيل أثناء نومه بسبب قصور في القلب في منزله في ستوديو سيتي، كاليفورنيا، في 8 سبتمبر 2017.

## الإيمان والنظرة إلى العالم
نشأ بورنيل على التوحيدية. تحول إلى الكاثوليكية الرومانية عندما التحق بمدرسة كريسشان براذرز.
تعرف بورنيل على مبادئ المالتوسية عند قراءة كتاب «الطريق إلى النجاة» لعالم البيئة وعالم الطيور ويليام فوجت الذي صور فيه الأرض مجردة من أنواع أخرى غير البشر، وكلهم متجهون نحو القذارة. ترك بورنيل الكنيسة الكاثوليكية عندما كان طالبًا جامعيًا في جامعة آيوا؛ لأنه كان قلقًا بشأن المخاطر المالتوسية المتمثلة في الزيادة السكانية البشرية، ورافضًا لموقف الكنيسة الكاثوليكية من وسائل منع الحمل. عاد بورنيل في النهاية إلى الدين، وظل لعدة سنوات تابعًا للكنيسة الأنجليكانية العليا ويرجع ذلك جزئيًا إلى أن اللاهوت الأنجليكاني كان متطابقًا تقريبًا مع اللاهوت الكاثوليكي، باستثناء أن الأنجليكان يجدون استخدام وسائل منع الحمل أخلاقيًا.
عاد بورنيل في النهاية إلى الكنيسة الكاثوليكية، فقد كانت معتقداته الأخرى متوافقة مع الكنيسة الكاثوليكية، على الرغم من أنه لم يوافق على موقف الكنيسة بشأن تحديد النسل. على الرغم من ابتعاده عن الكنيسة الكاثوليكية لفترة، لكنه عارض مطالب الحكومة بأن توفر المؤسسات الكاثوليكية إمكانية الوصول إلى وسائل منع الحمل أو الإجهاض. كتب أن حضور يوم الأحد في كنيسة القديس فرانسيس دي ساليس الكاثوليكية، في شيرمان أوكس، لوس أنجلوس، كان جزءًا من روتين عائلته. عند وفاته، رتبت عائلته قداسًا تذكاريًا في الكنيسة، في 16 سبتمبر 2017.

### الخيال
بدءًا من فترة عمله في شركة بورينغ، قدم بورنيل قصصًا قصيرة من الخيال العلمي إلى جون دبليو كامبل، محرر كتاب «الخيال العلمي المذهل» (أطلق عليه لاحقًا تناظر الخيال العلمي والحقيقة)، لكن لم يقبل كامبل أيًا من طلبات بورنيل إلا قبل وقت قصير من وفاة كامبل في عام 1971، عندما قبل نشر رواية بورنيل «السلام مع الشرف». منذ البداية، تناولت أعمال بورنيل موضوعات عسكرية قوية. تركز العديد من الكتب على قوة مشاة خياليين من المرتزقة يُعرفون باسم فيلق فالكنبرج. يوجد أوجه تشابه قوية بين هذه القصص وقصص مرتزقة تشايلد سايكل التي كتبها غوردن آر. ديكسون، ورواية هيلين ستارشيب تروبرز، على الرغم من أن عمل بورنيل يأخذ قفزات تقنية أقل بكثير من أي منهما.